# Castello di Slatiňany
Il castello di Slatiňany (in ceco Zámek Slatiňany) si trova nell'omonimo, comune nel Distretto di Chrudim, Regione di Pardubice in Repubblica Ceca. Il castello neogotico forma un complesso che è considerato monumento culturale nazionale e il suo parco è un'area protetta.

## Storia

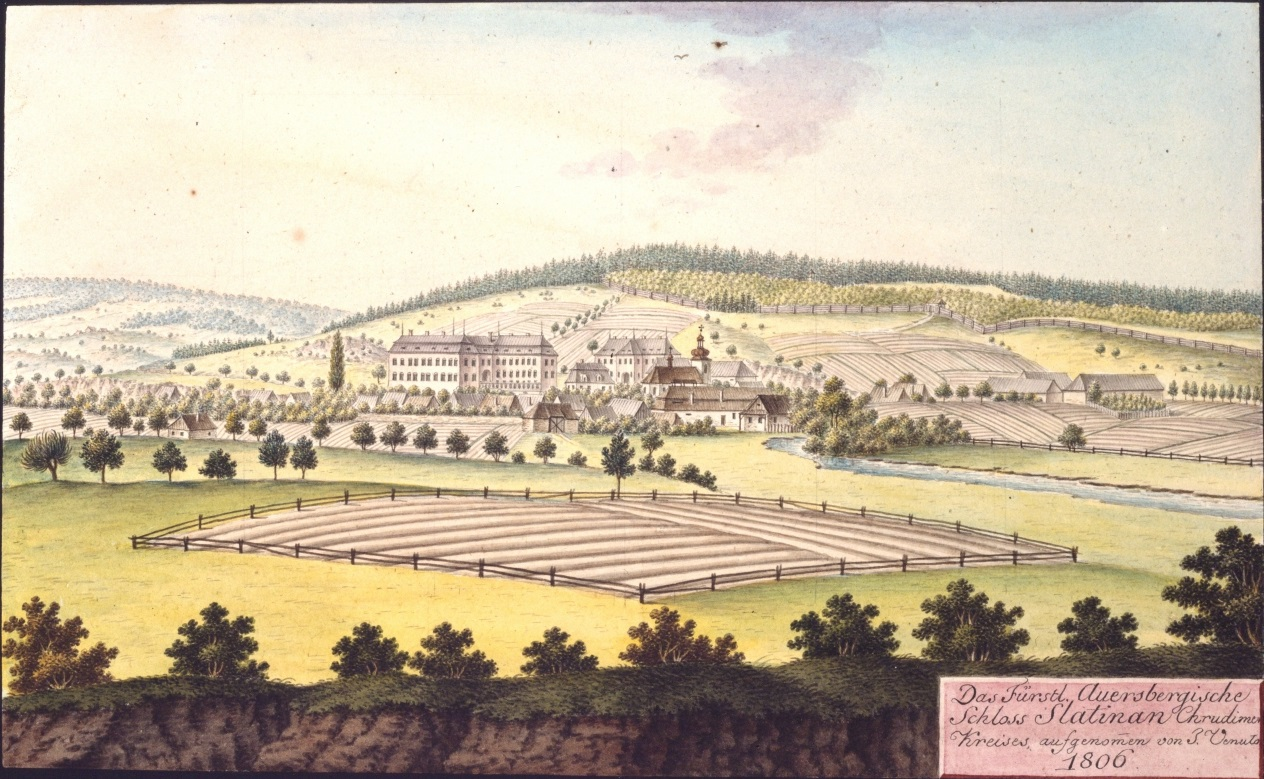
Il castello di Slatiňany in una stampa del 1806 realizzata da J. Venuto

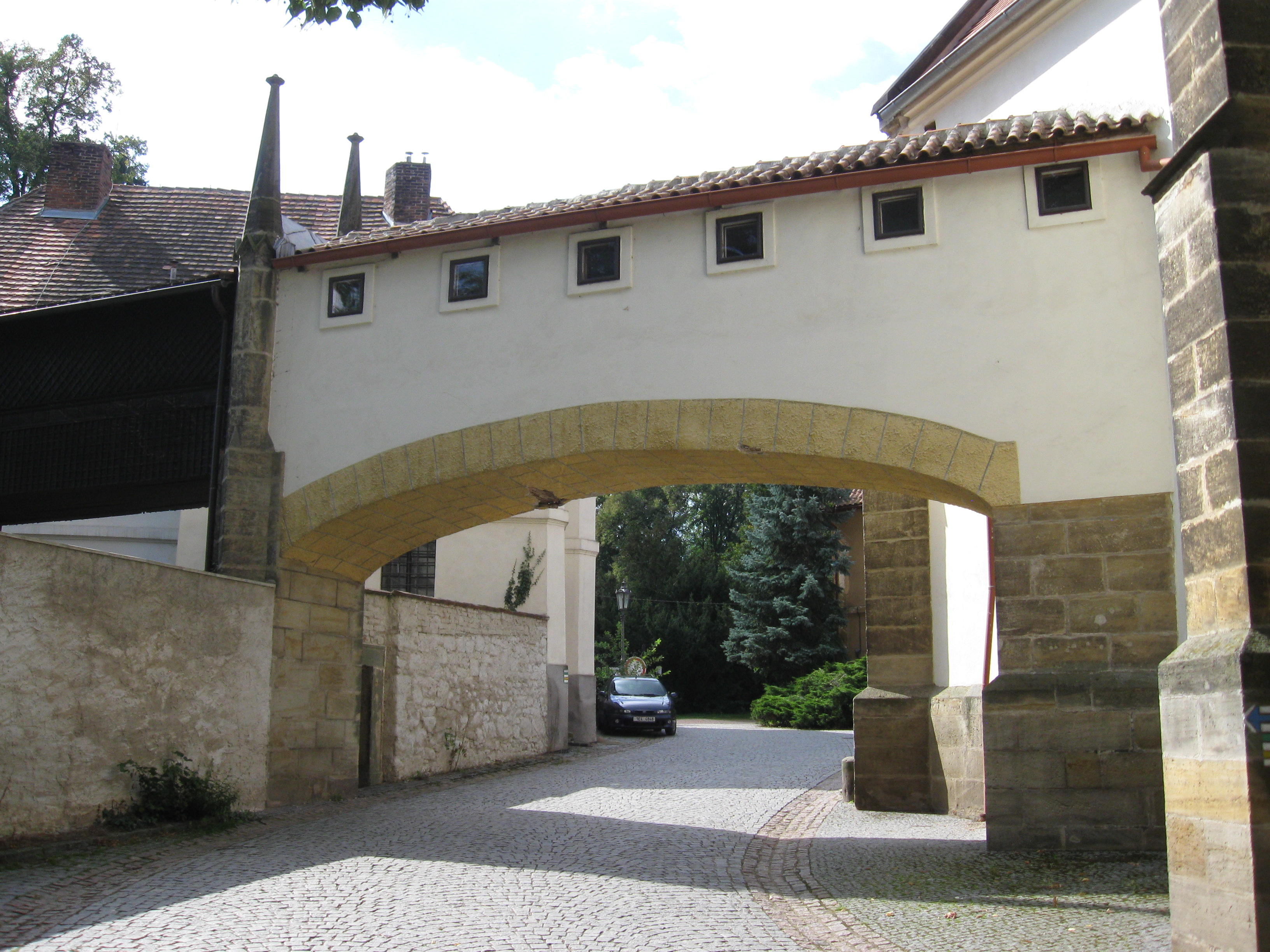
Ponte coperto che unisce il castello alla vicina chiesa di San Martino

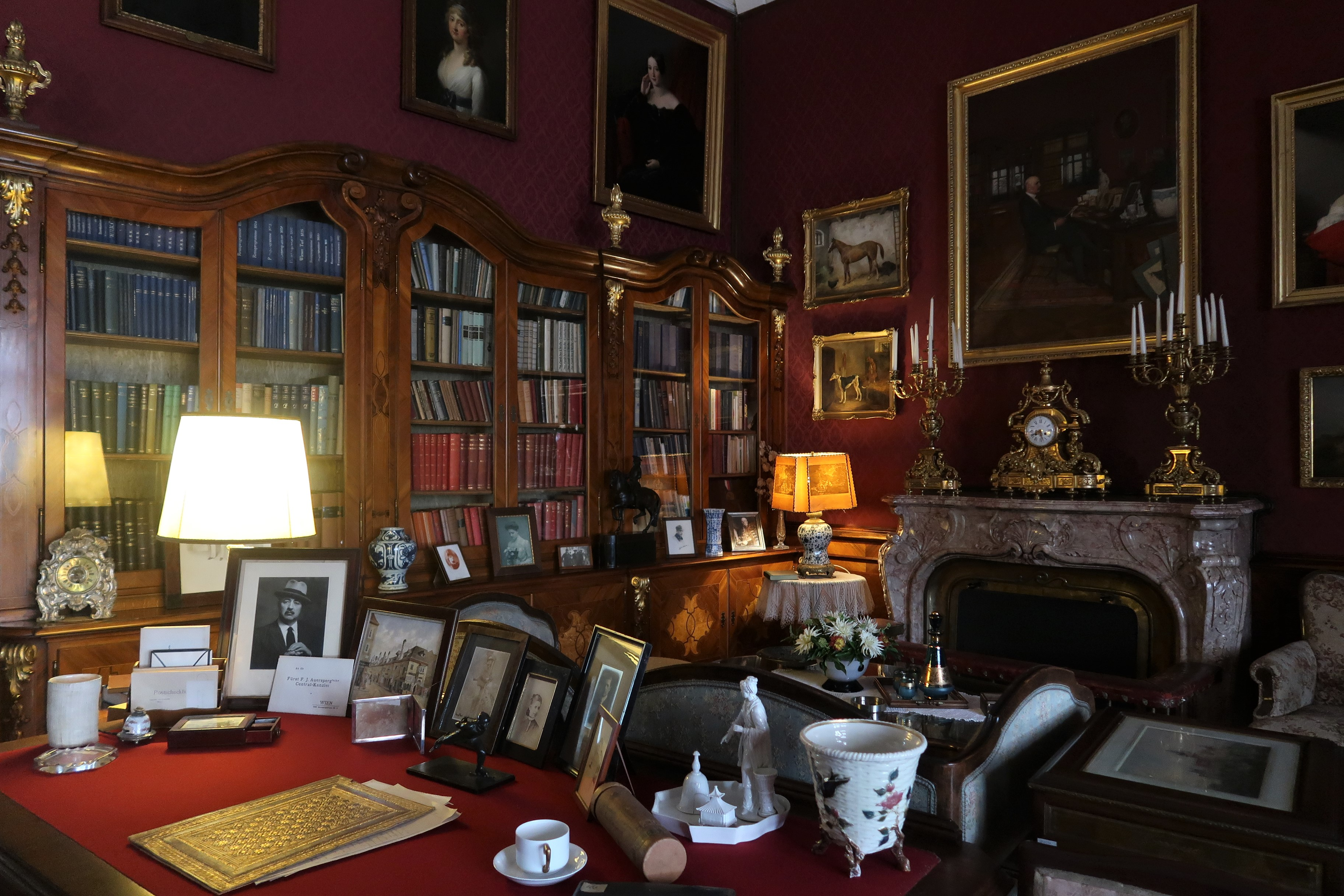
Una delle sale del castello, utilizzata come studio

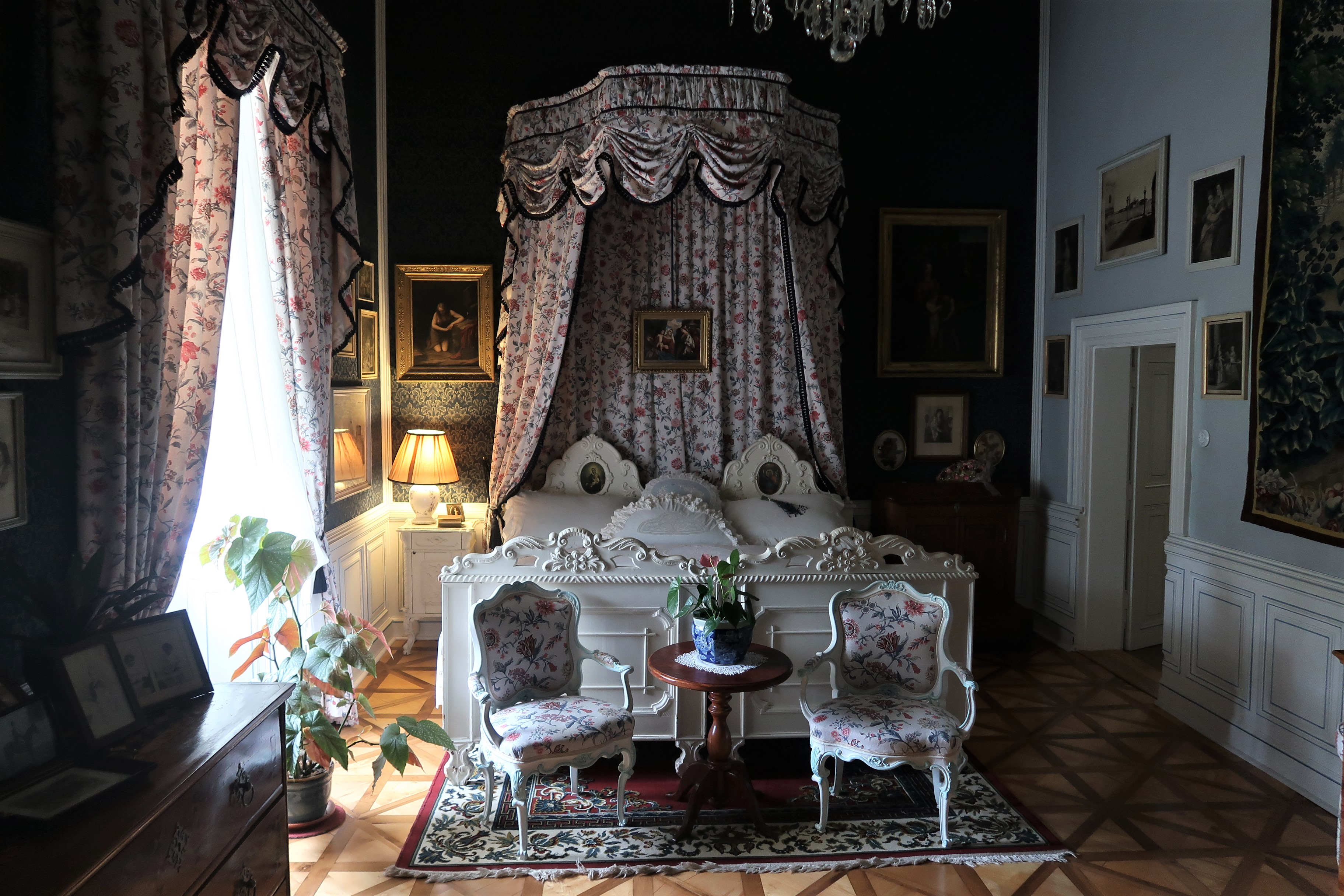
Una camera da letto conservata con arredi originali

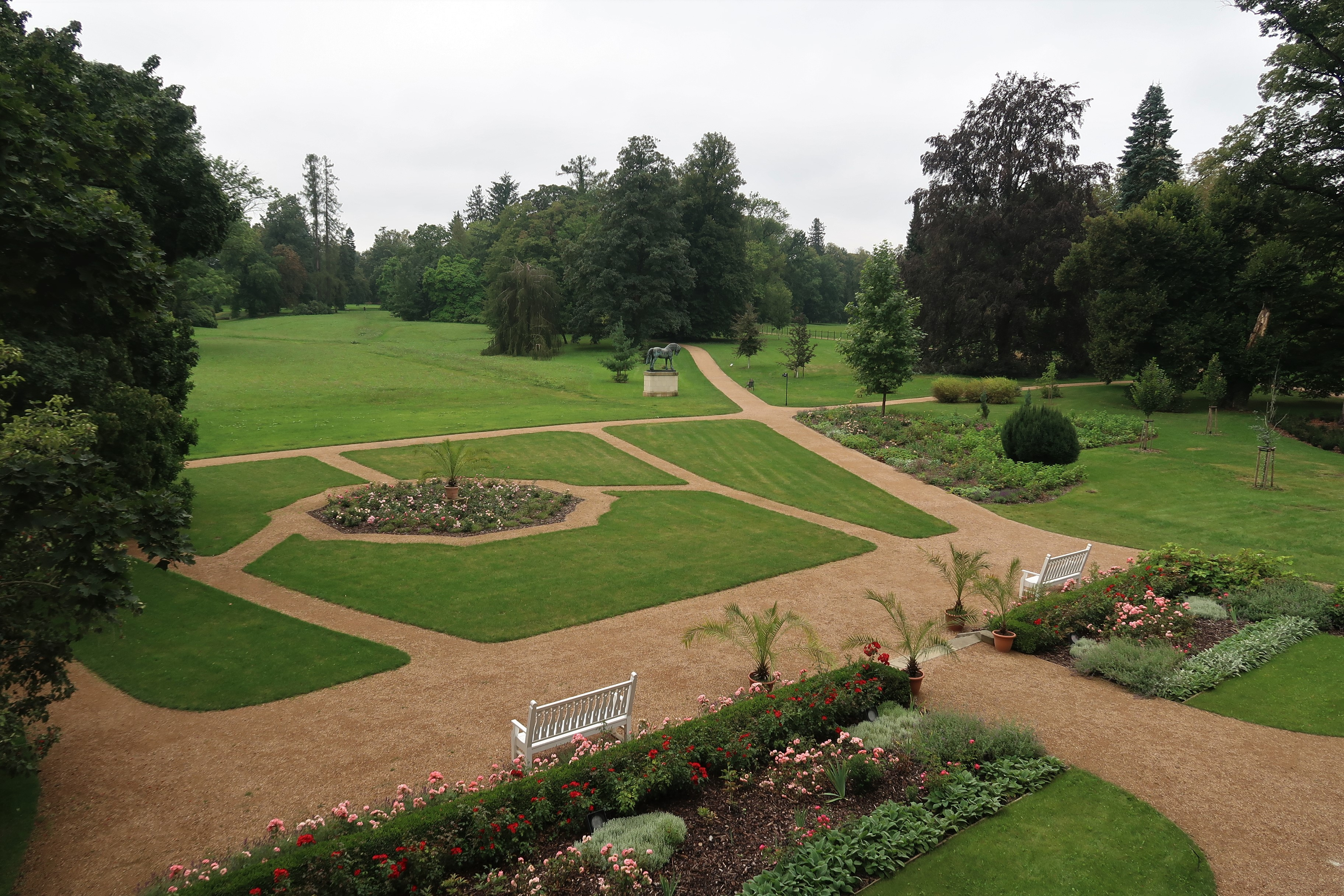
Vista del parco dal castello

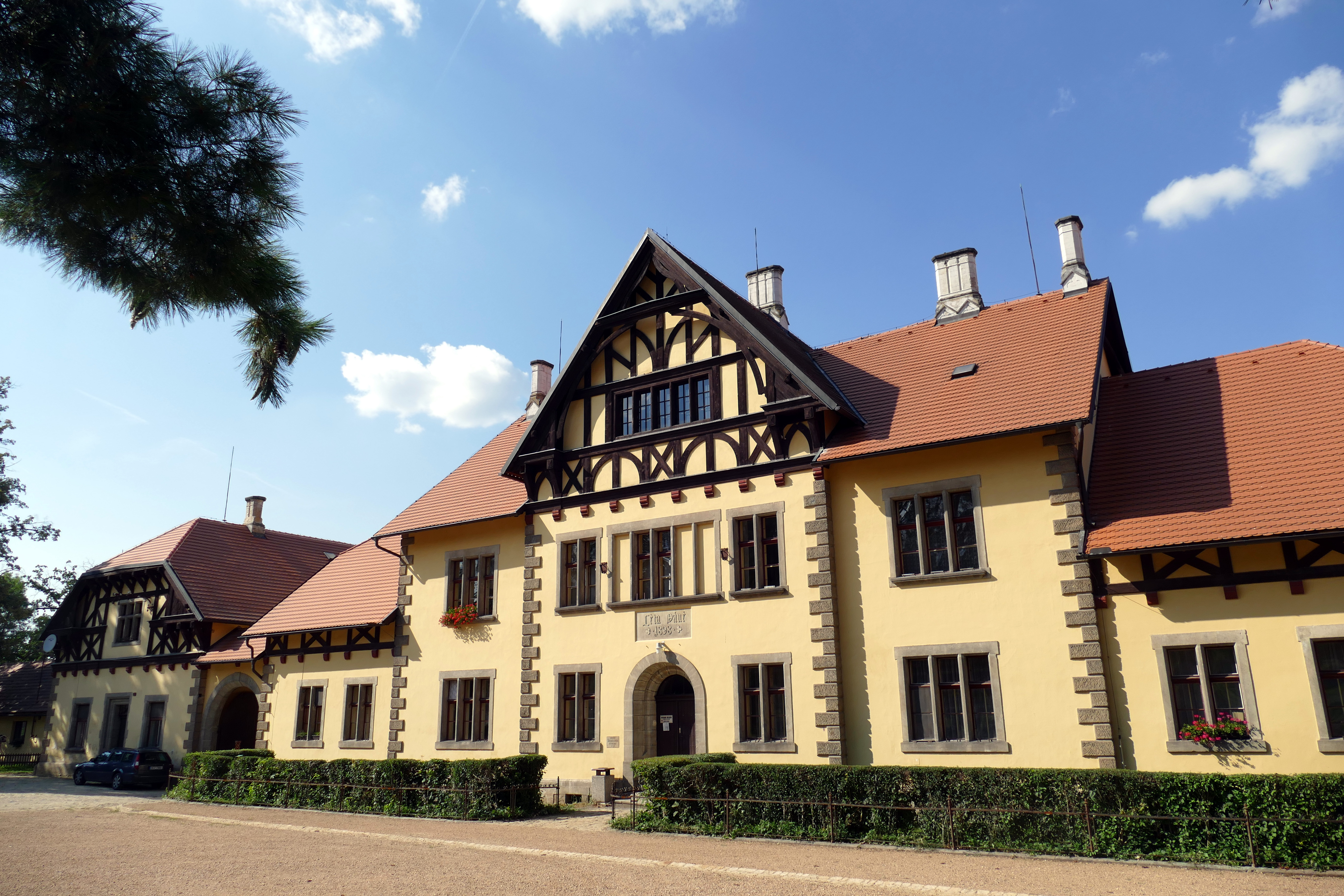
Scuderie dell'allevamento di cavalli a Slatiňany

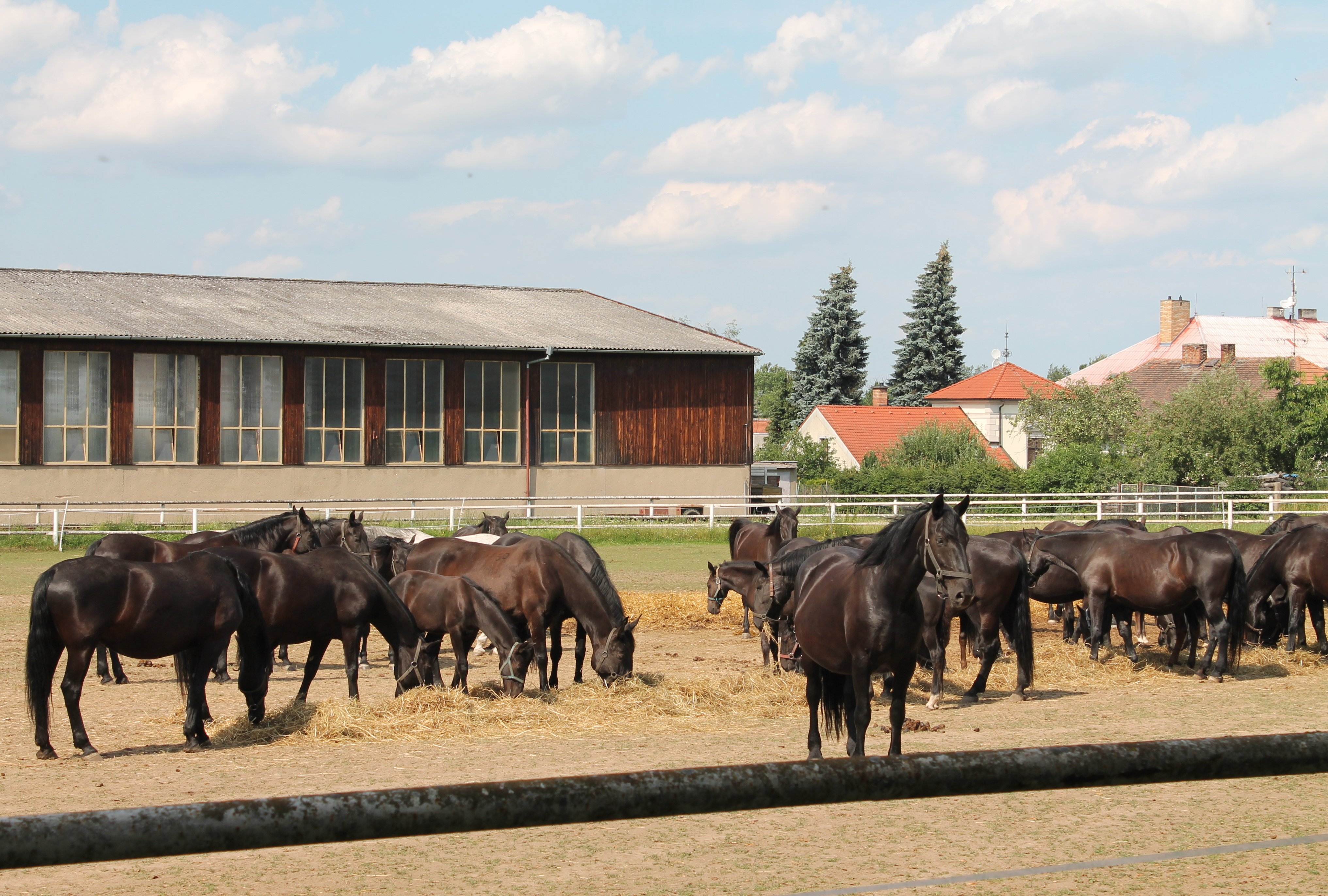
Recinto con cavalli

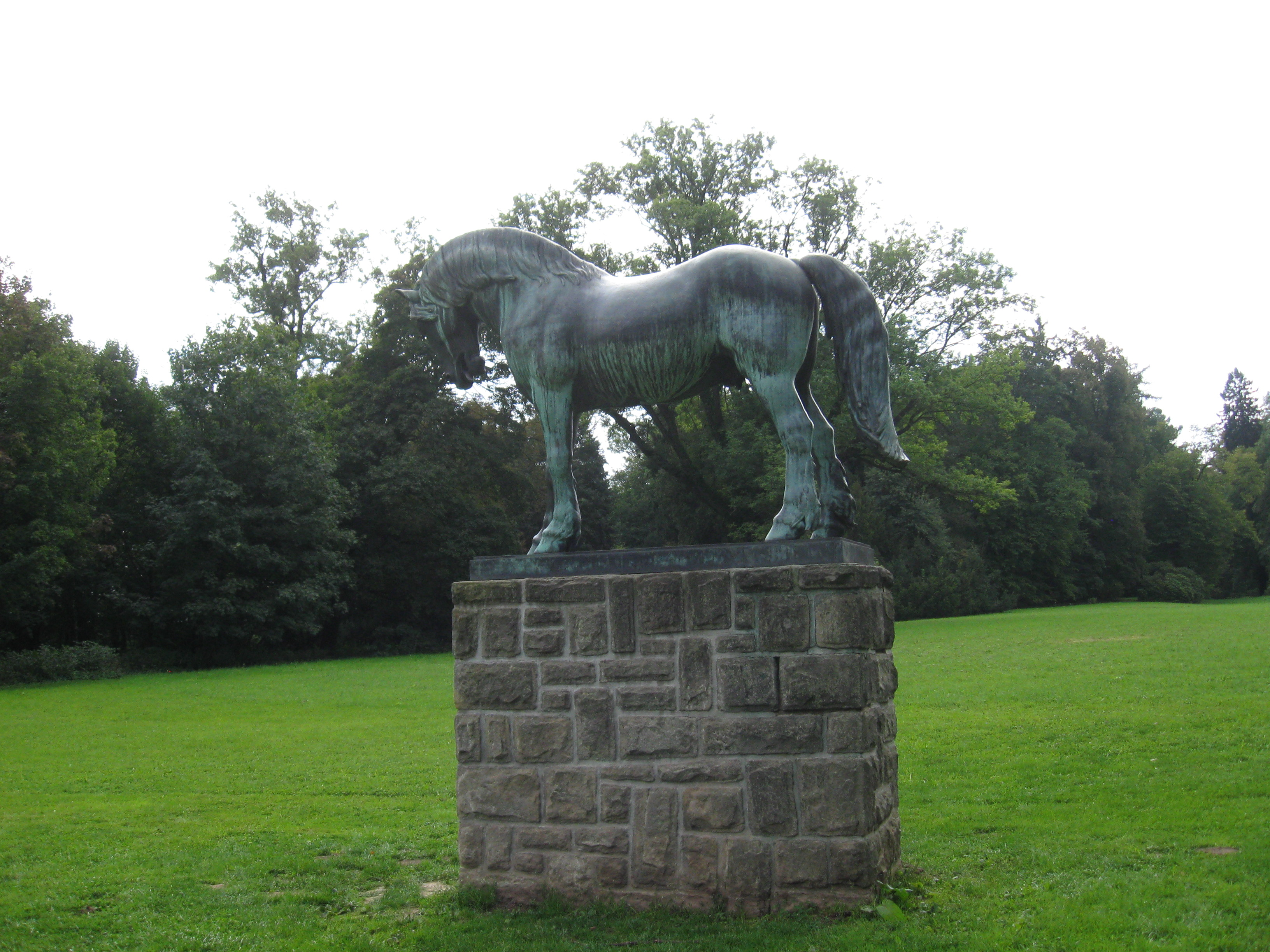
Statua in bronzo di un cavallo realizzata da Bohumil Kafka

La prima menzione scritta di Slatiňany risale al 1294 e la fortezza venne menzionata solo nel 1371, quando risultò in possesso del signore locale Zbyňek Otháje. Altri proprietari furono poi la famiglia Talmberk, la famiglia Šarová e anche la vicina città di Chrudim. Nel 1547 il castello venne confiscato dalla corona asburgica. Seguirono altri proprietari tra i quali Bohuslav Mazanec di Frymburk e di Mimon che decise la trasformazione della struttura originale in forme rinascimentali. Dopo il 1580 fu aggiunta una nuova struttura su progetto dello svizzero Ulrico Aostalli. Questo nuovo castello originariamente previsto a quattro ali con cornice a lunetta, graffiti, ricchi timpani rinascimentali e torre dell'orologio è rimasto incompiuto e rappresenta il nucleo delle ali orientale e meridionale del castello che ci è pervenuto. Dopo la battaglia della Montagna Bianca, nel 1620, il castello fu confiscato nuovamente e fu acquistato poi dalla famiglia Berk da Dubé. Dopo il 1669 il castello, divenuto ormai fatiscente, venne restaurato da Adam Zikmund Puchhart di Voděrad e Hrochov Týnec. Fu nuovamente venduto dopo essere stato messo all'asta nel 1732 quando fu acquistato dalla famiglia Schönfeld. Poco più di dieci anni più tardi venne acquisito da Johann Adam, principe della casata Auersperg. Sotto gli Auersperg la tenuta divenne il centro di un vasto territorio di caccia e il castello fu trasformato in una confortevole residenza estiva con parco. Negli ultimi anni del XIX secolo l'area del castello acquisì la forma che ci è pervenuta con la costruzione delle scuderie principesche e del cosiddetto castello del gatto. Nel 1942, dopo l'estinzione della famiglia Auersperg, il castello passò alla famiglia Trauttmansdorff. Nel 1945, dopo la fine della seconda guerra mondiale, il castello fu confiscato dallo Stato in applicazione dei decreti Beneš. Dal 1950 gli interni sono stati trasformati in museo ippologico statale. Dopo l'ultima ricostruzione del parco e del castello ultimata nel 2020 l'edificio del castello viene presentato come residenza estiva degli Auersperg. Il parco paesaggistico naturale annesso all'edificio del castello fu voluto dagli Auersperg nel 1796 e modificato a metà del XIX secolo. Nel 1951 nel parco del castello fu installata la statua in bronzo di un cavallo fusa nel 1935 da Bohumil Kafka e che venne utilizzata anche per l'esposizione ippologica del castello.

## Descrizione
Il complesso del castello col suo grande parco si trova nella parte sud-orientale della città di Slatiňany, nella Regione di Pardubice in Repubblica Ceca accanto alla chiesa gotica di San Martino. L'area del castello vera e propria è costituita dall'edificio gentilizio, dal ponte coperto di collegamento con la chiesa, dalle serre e dagli orti, dalla casa del giardiniere, dal grande edificio delle scuderie con l'allevamento di cavalli (dal 1992 la scuderia fa parte della scuderia nazionale di Kladruby nad Labem) e da numerosi altri edifici minori, come la fattoria dei bambini e il cosiddetto Castello del Gatto, un modellino del castello in scala 1:5 circa. Il castello vero e proprio è un edificio a quattro ali a pianta aperta. Le tre ali ad est, sud e ovest circondano il cortile che risulta aperto a nord. Nell'angolo nord ovest dell'ala est è posta una torre delle scale, alla quale è fissata una recinzione decorativa in ghisa con un cancello che chiude l'accesso al cortile. Caratteristica nel parco è la statua in bronzo realizzata da Bohumil Kafka di un cavallo e in origine anche ustata per l'esposizione ippologica del castello. Alla fine del XIX secolo furono aggiunti al parco un laghetto, un campo da tennis, alcuni gazebo e una cappella, inoltre il parco fu recintato. L'edificio di maggior interesse dopo il castello è quello delle scuderie. La famiglia Auersperg già allevava cavalli a Slatiňany e nel 1889 si pensò all'ampliamento e alla ricostruzione delle scuderie. La realizzazione avvenne alcuni anni dopo e il progetto venne preparato dallo studio di architettura W&C Manning di Newmarket, in Gran Bretagna, specializzato in edifici legati alle corse di cavalli. La costruzione iniziò nel 1897, l'edificio principale è datato 1898.

### Monumento culturale della Repubblica Ceca
La tutela dei monumenti della Repubblica Ceca considera il complesso del castello di Slatiňany col suo parco e le sue scuderie un monumento culturale nazionale tutelato col numero di catalogo 1000148210.